# Салвадор Собрал
Салвадор Вилар Браамкамп Собрал е португалски певец, който печели Евровизия 2017 за Португалия с песента „Amar pelos dois“ („Любов за двама“), написана и композирана от сестра му Луиса Собрал. По този начин той дава на Португалия първа победа в песенния конкурс след дебюта си през 1964 г., с което завършва най-дългото участие на държава без победа в историята на Евровизия (53 години). Собрал и неговата песен държат рекорда на Евровизия за победител с най-голям брой точки, общо 758 точки по сегашната система за гласуване, след като спечели както гласуването на журито, така и телефонното гласуване.

## Биография
Салвадор Собрал е роден в Лисабон и живее там през по-голямата част от живота си. Той е роден в старо благородническо семейство, син на Салвадор Луис Кабрал Браамкамп Собрал и Луиса Мария Кабрал Посер Вилар. Неговите баби и дядовци по бащина линия са Салвадор Хосе де Алмейда Браамкамп Собрал и Мария Елиса Перестрело де Матос де Фигейредо Кабрал; и неговите баби и дядовци по майчина линия са Жоао Луис Посер де Андраде Вилар и Луиса Мария де Мело Брейнер Фрейре Кабрал. Политикът Хермано Хосе Браамкам де Алмейда Кастело Бранко е негов прапрапрапрадядо.
На 10-годишна възраст той участва в телевизионната програма „Bravo Bravíssimo“, а на 20 години е един от десетте финалисти на „Ídolos“, португалската версия на франчайза на „Idols“. Като финалист пее музика от Стиви Уондър, Ленард Коен и Руи Велосо.
Следва психология в Лисабон, специалност, която по-късно той изоставя, за да придобие специалност по музика. Прекарва време в Майорка като студент по програмата Еразъм, където пее в барове.

## Дискография
Студийни албуми
- Excuse Me (2016)
- Paris, Lisboa (2019)
- BPM]] (2021)
- Timbre (2023)

Концертни албуми
- Excuse Me (Ao Vivo) (2017)

Миниалбуми
- SAL (2022)